# Џош Смит
Џош Смит (енгл. Josh Smith; Колеџ Парк, Џорџија, САД, 5. децембар 1985) је амерички кошаркаш. Игра на позицијама крила и крилног центра, а тренутно је без ангажмана. На драфту 2004. у 1. кругу (17.укупно) изабрали су га Атланта Хокси. Познат је по својим жестоким закуцавањима која је и оправдао победом на НБА такмичењу у закуцавањима 2005. године.

## Средња школа
Смитх је похађао средњу школу "John McEachern High School". На четвртој години пребацио се у средњу школу "Oak Hill Academy". На Оак Хилу стекао је репутацију доброг блокера коју је наставио и у НБА. 2004. Године одлучио је да се пријави на НБА драфт директно из средње школе.

## НБА
Изабран је у 1. кругу (17. укупно) НБА драфт а 2004. године од стране Атланта Хокса У својој руки сезони просечно је бележио 9,7 поена, 6,2 скокова и 1,95 блокада по утакмици. На НБА Ол-стар викенду 2005. Године у Денвер у освојио је такмичење у закуцавањима где је супериорно победио своје супарнике, те је изабран у другу петорку рукија сезоне. Током сезоне 2005/06, Смит је имао невероватан просек од 2,25 блокада по утакмици. Након НБА Ол-стара наставио је побољшавати своје бројке. Сезону је завршио са просеком од 15 поена, 7,8 скокова, 4,1 асистенције, 3,1 блокаде, те 1 украденом лоптом. 3. март 2007, Смит је пробио границу од 500 блокада те је тако постао најмлађи играч којем је то успело. Сезону 2006/07. завршио је са просеком од 16,4 поена, 8,6 скокова, 3,3 асистенције, 1,4 украдене лопте, те 2,9 блокаде драстично поправивши просек од прошле сезоне. Након повреде Џоа Џонсона преузео је место вође тима и то оправдао са 32 поена и 19 скокова у идућој утакмици. 17. новембар 2007. у утакмици са Милвоки баксима постигао је учинак каријере од 38 поена. Смит је замало потписао за Мемфис Гризлисе јер је имао статус слободног играча, али је Атланта изједначила понуду Гризлиса и он је на крају остао у Хоксима. Током плејофа 2008/09, Хавкси су испали у другом кругу од Кливленд Кавалирса. 2. фебруара 2010. на утакмици против Тандера Смит је постао најмлађи играч (24. год) који је стигао до 1000. блокада.

## Успеси

### Појединачни
- Победник НБА такмичења у закуцавању (1): 2005.
- Идеални одбрамбени тим НБА — друга постава (1): 2009/10.
- Идеални тим новајлија НБА — друга постава: 2004/05.